# Гермабсерд
Гермабсерд (перс. گرمابسرد‎) — село на севере Ирана, в остане Тегеран. Входит в состав шахрестана Демавенд. Является частью дехестана (сельского округа) Эбершиве бахша Меркези.

## География
Село находится в восточной части остана, к западу от реки Хеблеруд, к югу от автодороги 79, на расстоянии приблизительно 36 километров (по прямой) к юго-востоку от города Демавенд, административного центра шахрестана. Абсолютная высота — 1989 метров над уровнем моря.

## Население
По данным переписи 2006 года население села составляло 899 человек (479 мужчин и 420 женщин). В Гермабсерде насчитывалось 246 домохозяйств. Уровень грамотности населения составлял 67,7 %. Уровень грамотности среди мужчин составлял 74,7 %, среди женщин — 59,8 %.
В 2016 году в селе имелось 265 домохозяйств и проживало 844 человека (440 мужчин и 404 женщины).